# Tauroscopa howesi
Tauroscopa howesi là một loài bướm đêm trong họ Crambidae.